# Venturia inaequalis
Venturia inaequalis é uma espécie de fungo ascomiceta que causa a fitopatologia conhecida por sarna-da-maçã ou pedrado.